# Tomopterna natalensis
Tomopterna natalensis es una especie  de anfibios de la familia Pyxicephalidae. 

## Habitat
Se encuentra en el sur de Mozambique, Sudáfrica, Suazilandia y, posiblemente, en Botsuana, Lesoto y Zimbabue. 
Sus hábitats naturales son la sabana seca , la sabana húmeda, los matorrales húmedos subtropicales o tropicales, los pastizales templados, los pastizales secos de tierras bajas subtropicales o tropicales, los pastizales de gran altitud subtropicales o tropicales, los ríos , los ríos intermitentes, los pantanos, las marismas de agua dulce, las marismas intermitentes de agua dulce, las tierras de cultivo los pastizales y los estanques. 